# Joseph Linke
Joseph Linke (8. juni 1783—26. marts 1837) var en tysk violoncellist.
I 1808 kom han til Wien, hvor han blev medlem af Razumovskijs kvartet, deltog i Schuppanzighs kammermusikkoncerter og var nær knyttet til Beethoven, hvis kompositioner han spillede under dennes eget tilsyn. Han døde som medlem af hofoperaens orkester. En del violoncelkompositioner foreligger fra hans hånd.